# South West England
South West England (Sud Vestul Angliei) este una dintre cele nouă regiuni ale Angliei. 

## Diviziuni administrative
Regiunea este formată din următoarele comitate (ceremoniale și ne-metropolitate) și autorități unitare:
| Harta             | Comitat ceremonial       | Comitat/Autoritate unitară                                                         | Districte                       |
| ----------------- | ------------------------ | ---------------------------------------------------------------------------------- | ------------------------------- |
|                   | Somerset                 | 1. Bath and North East Somerset                                                    | 1. Bath and North East Somerset |
| 2. North Somerset | Somerset                 |                                                                                    |                                 |
| 11. Somerset      | Somerset                 | South Somerset Taunton Deane West Somerset Sedgemoor Mendip                        |                                 |
| 3. Bristol        |                          |                                                                                    |                                 |
| Gloucestershire   | 4. South Gloucestershire | 4. South Gloucestershire                                                           |                                 |
| Gloucestershire   | 5. Gloucestershire       | Gloucester Tewkesbury Cheltenham Cotswold Stroud Forest of Dean                    |                                 |
| Wiltshire         | 6. Swindon               | 6. Swindon                                                                         |                                 |
| Wiltshire         | 7. Wiltshire             | Salisbury West Wiltshire Kennet North Wiltshire                                    |                                 |
| Dorset            | 8. Dorset                | Weymouth and Portland West Dorset North Dorset Purbeck East Dorset Christchurch    |                                 |
| Dorset            | 9. Poole                 |                                                                                    |                                 |
| Dorset            | 10. Bournemouth          |                                                                                    |                                 |
| Devon             | 12. Devon                | Exeter East Devon Mid Devon North Devon Torridge West Devon South Hams Teignbridge |                                 |
| Devon             | 13. Torbay               |                                                                                    |                                 |
| Devon             | 14. Plymouth             |                                                                                    |                                 |
| Cornwall          | Isles of Scilly          | Isles of Scilly                                                                    |                                 |
| Cornwall          | 15. Cornwall             | Penwith Kerrier Carrick Restormel Caradon North Cornwall                           |                                 |